# Bridgend
Bridgend (em inglês: /brɪˈdʒɛnd/; (em galês: Pen-y-bont ar Ogwr ou apenas Pen-y-bont, que significa “o fim da ponte sobre o Ogmore”) é uma cidade do condado de Bridgend, no País de Gales, cerca de 32 km a oeste de Cardiff e 32 km a leste de Swansea. A cidade recebeu esse nome devido à ponte medieval sobre o rio Ogmore. A população era de 49.597 habitantes em 2021. Bridgend está localizada na região metropolitana de Cardiff, que em 2019 tinha uma população de aproximadamente 1,54 milhão de habitantes.

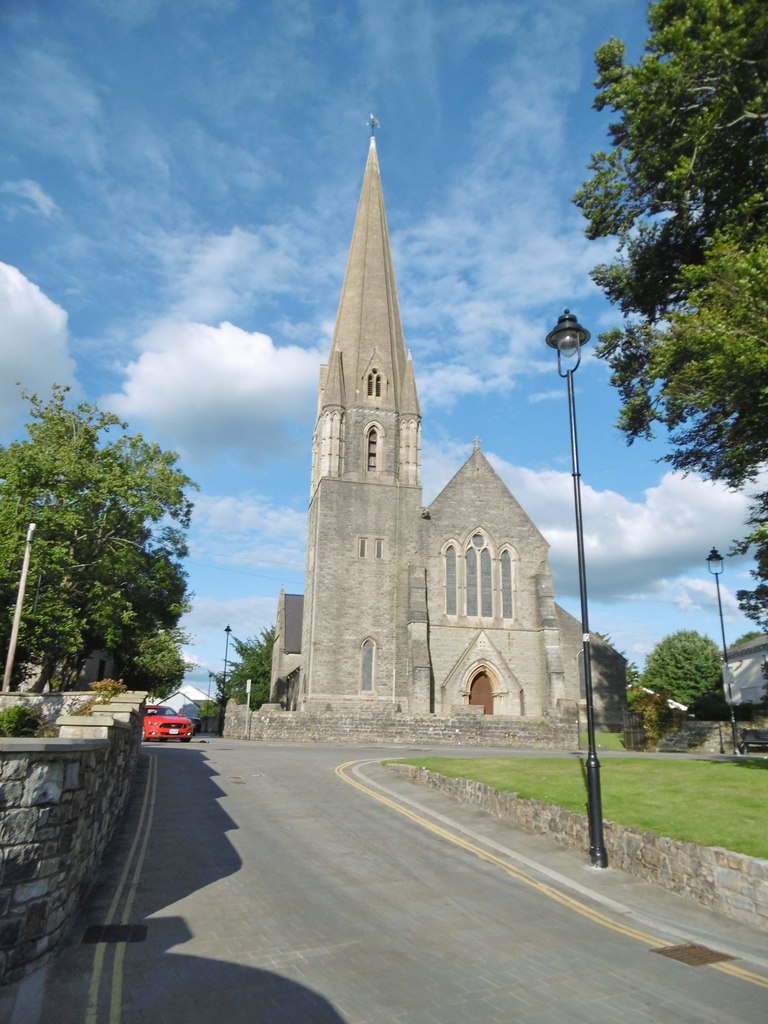
Igreja de Santa Maria Nolton em Bridgend

Historicamente parte de Glamorgan, Bridgend expandiu muito em tamanho desde o início da década de 1980 - o censo de 2001 registrou uma população de 39.429 para a cidade.

## História
Vários túmulos pré-históricos foram encontrados nas proximidades de Bridgend, sugerindo que a área foi colonizada antes dos tempos romanos . A A48 entre Bridgend e Cowbridge tem um trecho conhecido localmente como "Crack Hill", uma estrada romana e a "Golden Mile", onde acredita-se que os soldados romanos faziam fila para receber o pagamento. O Vale de Glamorgan teria sido uma rota natural de baixo nível a oeste, até o forte e porto romano em Neath, a partir de assentamentos no leste, como Cardiff e Caerleon.
Nas décadas seguintes à conquista normanda da Inglaterra anglo-saxônica em 1066, os normandos olharam para o oeste para criar novos assentos para os senhores leais a Guilherme I. Grupos de barões normandos chegaram ao País de Gales e, no sul e no leste, criaram o que mais tarde se tornaria as Marcas Galesas, enquanto o norte e o oeste permaneceram em grande parte inconquistados.
O Castelo de Newcastle (em Newcastle Hill, com vista para o centro da cidade, 1106) e o Castelo de Ogmore (1116) foram construídos por Robert Fitzhamon e William de Londres, respectivamente. Cerca de 2 milhas (3 km) a nordeste do Castelo de Ogmore, Maurice de Londres fundou o fortificado Priorado Beneditino de Ewenny em 1141. 
A descoberta de carvão nos vales do sul de Gales, ao norte de Bridgend, teve um impacto enorme na cidade. As primeiras operações de mineração de carvão foram abertas ao norte de Bridgend no século XVII; o Vale Llynfi foi o primeiro a ser industrializado. A própria Bridgend nunca teve depósitos de carvão e permaneceu como uma cidade mercantil por algum tempo, mas os vales dos três rios se tornaram uma parte importante dos campos de carvão do sul do País de Gales . Siderúrgicas e olarias (principalmente em Tondu) também foram estabelecidas no mesmo período por John Bedford, embora as siderúrgicas tenham fracassado após sua morte e cessado completamente de operar em 1836.
A Great Western Railway chegou e Bridgend estava na junção entre a linha principal de Londres para Fishguard e o ramal para os três vales. Trens frequentes de carvão levavam carvão pelos vales; e quando a ferrovia Vale of Glamorgan foi inaugurada, o carvão pôde ser enviado diretamente para o porto de Barry ou por outros ramais até Porthcawl.

## Demografia
De acordo com o Censo de 2021, a população da cidade e sua área urbana era de 51.785. Desses moradores, a demografia da cidade foi registrada como:

### Etnia
- 94,9% Branco
- 2,5% asiáticos
- 1,7% Misto
- 0,5% Preto
- 0,1% Outros

### Religião
- 54% Sem religião
- 43,6% Cristianismo
- 1% Islamismo
- 0,6% Outros

## Economia
A área de deslocamento para o trabalho de Bridgend expandiu-se desde 1991 e a área de 2001 agora incorpora a parte ocidental do Vale de Glamorgan.
A fábrica de motores da Ford perto de Waterton costumava empregar cerca de 2.000 trabalhadores e era uma das maiores empregadoras da área, trabalhando em uma linha de motores "EcoBoost" de baixo carbono. A fábrica recebeu elogios de Peter Mandelson em janeiro de 2009, que a descreveu como "uma fábrica de produção de motores de primeira classe e líder mundial". A Ford investiu £ 315 milhões na fábrica de Bridgend entre 2004 e 2009. A fábrica da Ford fechou em setembro de 2020.

## Esporte
Bridgend Ravens (formalmente Bridgend RFC) é um time semiprofissional de rugby formado em 1878 e joga na Divisão Premier Galesa.

### Outros esportes
Bridgend tem clubes locais de críquete, incluindo Bridgend Town CC e Great Western CC, um clube de hóquei masculino e feminino, campos degolfe e instalações de tênis e boliche no clube local, o Bridgend Lawn Tennis and Bowls Association.